# She’s All I Ever Had
She’s All I Ever Had – piosenka popowa stworzona na pierwszy anglojęzyczny album studyjny portorykańskiego piosenkarza Ricky’ego Martina zatytułowany, po prostu, Ricky Martin (1999). Wyprodukowany przez Jona Secadę i George’a Noriegę, utwór wydany został jako drugi singel promujący krążek dnia 31 sierpnia 1999 roku.

## Informacje o utworze
Autorami utworu są Jon Secada, George Noriega i Draco Rosa, zaś jego producentami – dwaj pierwsi. „She’s All I Ever Had” jest balladą muzyczną, zainspirowaną latynoskimi brzmieniami oraz mainstreamowym popem. Tekst utworu opowiada historię mężczyzny, który po utracie ukochanej kobiety mierzy się z trudami życia codziennego.

## Wydanie singla
Światowa premiera singla nastąpiła 31 sierpnia 1999 roku.
Hiszpańskojęzyczna wersja utworu, „Bella”, przez okres trzech tygodni, od 4 do 18 września 1999, okupowała pierwsze miejsce notowania magazynu Billboard Hot Latin Tracks. Uplasowała się także na szczycie innej listy zestawiającej przeboje muzyki latynoskiej – Latin Pop Songs (w sumie siedem tygodni na miejscu #1). Wersja podstawowa utworu zajęła pozycję #2 na Billboard Hot 100 oraz zyskała miano pięćdziesiątego drugiego najlepiej sprzedającego się singla w Stanach Zjednoczonych w 1999.
Ponadto „She’s All I Ever Had” uplasowało się w Top 10 oficjalnych notowań przebojów singlowych Finlandii, Kanady i Nowej Zelandii.

## Teledysk
Wideoklip reżyserowany był przez Nigela Dicka oraz nagrywany w Los Angeles w czerwcu 1999; jego premiera odbyła się sierpniem tego roku. W teledysku gościnnie wystąpiła portorykańska aktorka Charlotte Ayanna.

## Promocja
9 września 1999 roku Martin wystąpił z medley utworów „She’s All I Ever Had” i „Livin’ la Vida Loca” podczas gali 1999 MTV Video Music Awards w Nowym Jorku.

## Listy utworów i formaty singla
Ogólnoświatowy CD maxi singel
1. „She’s All I Ever Had” (Radio Edit)
2. „She’s All I Ever Had” (Pablo Flores English Radio Edit)
3. „She’s All I Ever Had” (Pablo Flores Club Mix)
4. „Bella (She’s All I Ever Had)” (Pablo Flores Club Dub)
5. „Livin’ la Vida Loca” (Track Masters Remix)

Ogólnoświatowe promo CD
1. „She’s All I Ever Had”
2. „Bella (She’s All I Ever Had)”

## Nagrody i wyróżnienia
| Rok  | Ceremonia                    | Nagroda                    | Rezultat  |
| ---- | ---------------------------- | -------------------------- | --------- |
| 2000 | Latin Grammy Awards          | najlepszy męski występ pop | Nominacja |
| 2000 | Billboard Latin Music Awards | latin-popowy utwór roku    | Nominacja |
| 2000 | Lo Nuestro Awards            | najlepszy wideoklip        | Wygrana   |
| 2000 | Imagen Foundation Awards     | teledysk roku              | Nominacja |

## Pozycje na listach przebojów
| Kraj                      | Notowanie (1999)              | Wydawca              | Najwyższa pozycja |
| ------------------------- | ----------------------------- | -------------------- | ----------------- |
| Australia                 | Top 100 Singles               | ARIA Charts          | 28                |
| Belgia ( Flandria)        | Ultratop 50                   | Ultratop             | 32                |
| Belgia ( Region Waloński) | Ultratop 40                   | Ultratop             | 30                |
| Finlandia                 | Top 20 Singles                | ÄKT                  | 10                |
| Holandia                  | Dutch Top 40                  | MegaCharts           | 16                |
| Kanada                    | Top 200 Singles               | Nielsen SoundScan    | 9                 |
| Niemcy                    | Top 100 Singles               | Media Control Charts | 18                |
| Nowa Zelandia             | Top 40 Singles                | RIANZ                | 8                 |
| Stany Zjednoczone         | Adult Contemporary            | Billboard            | 4                 |
| Stany Zjednoczone         | Adult Top 40                  | Billboard            | 20                |
| Stany Zjednoczone         | Billboard Hot 100             | Billboard            | 2                 |
| Stany Zjednoczone         | Hot Latin Tracks              | Billboard            | 1                 |
| Stany Zjednoczone         | Latin Pop Songs               | Billboard            | 1                 |
| Stany Zjednoczone         | Mainstream Top 40 (Pop Songs) | Billboard            | 11                |
| Szwajcaria                | Top 100 Singles               | Schweizer Hitparade  | 34                |
| Szwecja                   | Top 60 Singles                | Sverigetopplistan    | 21                |

### Listy końcoworoczne
| Kraj              | Notowanie (1999)  | Wydawca   | Pozycja |
| ----------------- | ----------------- | --------- | ------- |
| Stany Zjednoczone | Billboard Hot 100 | Billboard | 52      |

## Sprzedaż i certyfikaty
| Kraj              | Wydawca | Certyfikat | Sprzedaż |
| ----------------- | ------- | ---------- | -------- |
| Australia         | ARIA    | złoto      | 35,000+  |
| Stany Zjednoczone | RIAA    | złoto      | 500,000+ |